# 首都大学院コンソーシアム
首都大学院コンソーシアム（しゅとだいがくいんコンソーシアム）は、首都圏に所在する9大学院によって2002年7月18日に締結された協定。単位互換協定のほか、教員からの指導や共同研究を含む幅広い包括協定となっていて、2023年3月の時点で下記の10大学院が加盟している。
聴講は、自大学での科目含め、10単位を限度として、修得すれば修了単位に認定される。

## 協定締結大学院
- 共立女子大学
- 順天堂大学
- 専修大学
- 中央大学
- 東京電機大学
- 東京理科大学
- 東洋大学
- 日本大学
- 法政大学
- 明治大学